# Tennōki
El Tennōki (天皇記), también conocido como Sumera Mikoto no Fumi, es un texto histórico que supuestamente fue escrito en el 620 por Shōtoku Taishi y Soga no Umako. Está grabado en el Nihonshoki, pero no se conocen copias existentes.

Según el Nihonshoki,
En este año, Hitsugi no Miko y Shima no Ōomi trabajaron juntos en el Tennōki y el Kokki, componiendo la verdadera historia de los diversos nobles de la corte.
Durante el incidente Isshi en el 645, la residencia de Soga no Emishi (un sucesor de Soga no Umako) fue incendiada. El Nihonshoki registra que los Kokki se quemaron junto con los Tennōki, pero que solo los Kokki se salvaron.
En el decimotercer día, cuando Soga no Emishi estaba a punto de morir, las llamas quemaron los Tennōki, los Kokki y demás tesoros. Fune no Fubitoesaka rápidamente agarró al Kokki en llamas y se lo presentó a Naka no Ōe.
En 2005, los restos de un edificio que pudo haber sido la residencia de Soga no Iruka fueron descubiertos en Nara. Este descubrimiento es consistente con la descripción encontrada en Nihonshoki.